# Petar Gudev
Petar Todorov Gudev (em búlgaro:  Петър Тодоров Гудев) (13 de julho de 1863, Gradets - 8 de maio de 1932, Sofia) foi um importante político liberal búlgaro que serviu como primeiro-ministro.
Gudev foi nomeado primeiro-ministro após o assassinato do seu antecessor Dimitar Petkov (com Dimitar Stanchov servindo por alguns dias como interino). O seu termo foi bastante breve, indo de 16 de março de 1907 a 28 de janeiro de 1908, e durante esse tempo ele tornou-se famoso pela corrupção, saqueando fundos públicos para seu próprio benefício.